# Ewa Pajor
Ewa Pajor (Uniejów, 3 dicembre 1996) è una calciatrice polacca, attaccante del Barcellona e della nazionale polacca.
Campionessa europea Under-17 nell'edizione 2013, detiene il primato della calciatrice più giovane che abbia debuttato in Ekstraliga Kobiet, il livello di vertice nella struttura del campionato polacco femminile di calcio, a 15 anni e 133 giorni.

## Carriera

### Club
Pajor cresce con la famiglia a Pęgowo, piccolo centro abitato nei pressi di Uniejów, distretto di Poddębice, nel voivodato di Łódź. Appassionatasi al calcio fin da giovanissima, ha iniziato la sua formazione calcistica all'età di 8 anni a Wielenin, con la locale squadra dell'Orlęta Wielenin.
Dopo aver terminato i primi studi nella scuola elementare di Wielenin, nel 2011 Pajor si è trasferita a Konin, dove ottiene un ingaggio dal Medyk Konin, squadra iscritta alla Ekstraliga Kobiet, massima serie del campionato polacco femminile di calcio, per la stagione 2011-2012. Aggregata ancora giovanissima alla prima squadra, fa il suo debutto in campionato il 14 aprile 2012, alla 13ª giornata, entrando al 55' della partita casalinga con il Biała Podlaska, dove si rivela determinante nella vittoria per 3-0 segnando i suoi primi due gol, il primo, che sblocca il risultato, due minuti dopo il suo ingresso in campo. In quell'occasione inoltre, avendo all'epoca aveva 15 anni e 133 giorni, è diventata anche la più giovane giocatrice di sempre a giocare nell'Ekstraliga. Per giocare questa partita ha avuto bisogno di un permesso speciale da parte della Federcalcio polacca, in quanto il regolamento consente di giocare solo alle calciatrici che abbiano compiuto almeno 16 anni di età. Per le prime tre stagioni con il club di Konin alterna le presenze tra l'Under-19 e la prima squadra, vincendo con la formazione giovanile tre titoli di categoria.

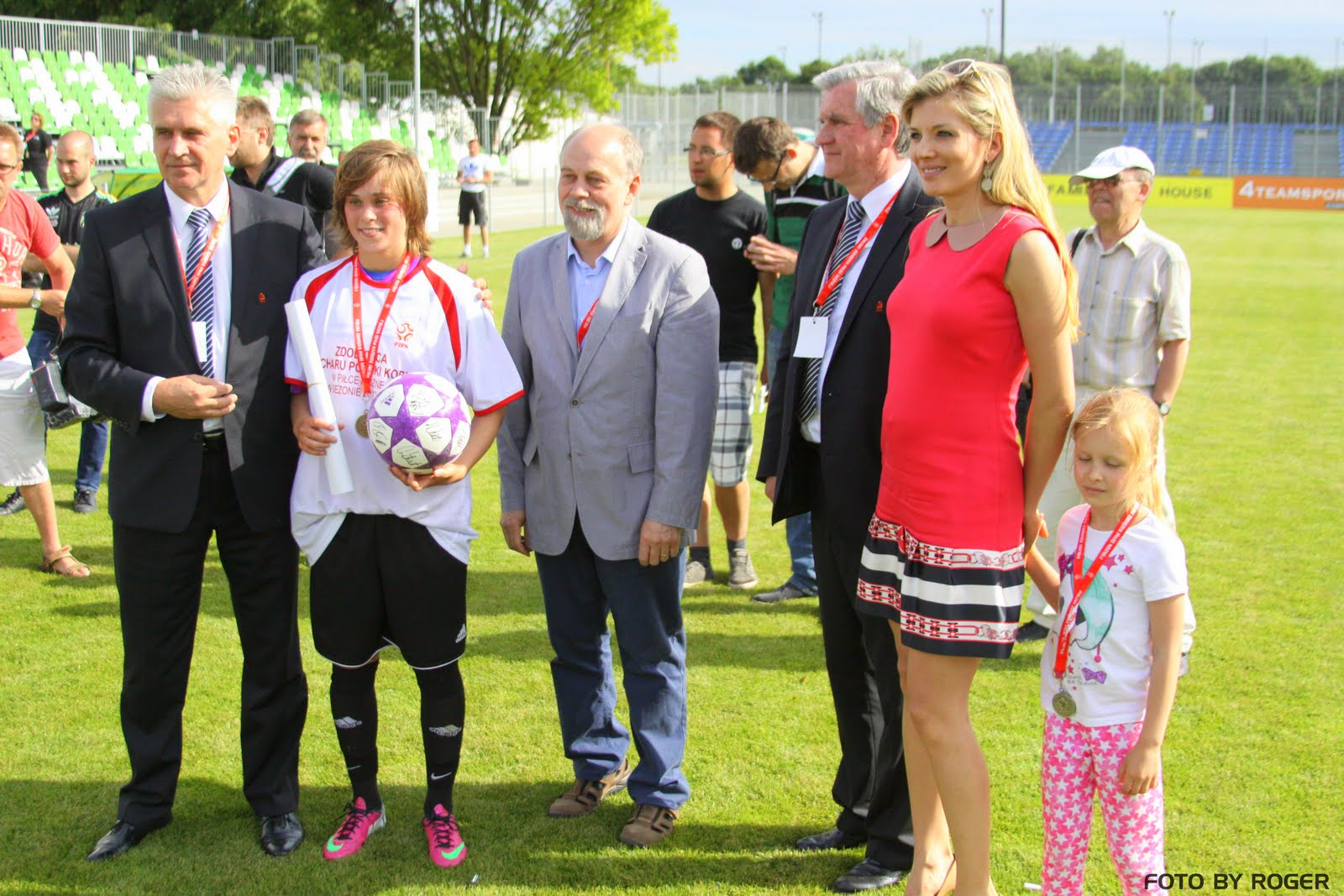
Una giovane Pajor premiata il 16 giugno 2013.

Divenuta una presenza sempre più importante nel reparto offensivo della sua squadra, nella stagione 2012-2013 contribuisce al campionato di vertice che vedrà il Medyk Konin concludere alle spalle dell'Unia Raciborz, aggiungendo all'impresa del 2º posto in Ekstraliga Kobiet la vittoria della Coppa di Polonia, conquistata proprio nei confronti del club di Racibórz nella finale del 16 giugno, vinta per 2-1, con Pajor, entrata all'inizio del secondo tempo, capace di ribaltare con le sue due reti, negli ultimi minuti della partita, lo svantaggio iniziale.
Le stagioni 2013-2014 e 2014-2015 si sono rivelate per lei ancora più vincenti, conquistando in entrambe il double campionato-Coppa di Polonia. Grazie ai successi in campionato ha anche l'opportunità di debuttare in UEFA Women's Champions League, nell'edizione 2014-2015. In quest'occasione sigla la sua prima rete nel torneo alle bosniache del SFK 2000, aprendo le marcature nel primo degli incontri del gruppo 7 della fase preliminare di eliminazione, segnandone altre quattro alle campionesse di Finlandia nella vittoria per 7-0 sull'Åland United e una doppietta nell'11-0 inflitto alle modeste macedoni del Kočani. Ottenuto il passaggio del turno da imbattute, dopo aver sconfitto in casa ancora con un suo gol, per 2-0, le scozzesi del Glasgow City nell'andata dei sedicesimi di finale, la sua squadra deve cedere l'accesso agli ottavi alle avversarie capaci di ribaltare il pronostico con il 3-0 casalingo. Ha giocato la sua ultima partita con i colori della squadra di Konin, quando il Medyk ha battuto il Górnik Łęczna per 5-0 nella finale della Coppa di Polonia 2014-2015, con Pajor che in quest'occasione segna una tripletta. Complessivamente, in tutte le partite ufficiali con il Medyk Konin, Pajor ha ha realizzato 74 reti, delle quali 64, su 60 presenze, in Ekstraliga.
Il 1º luglio 2015 venne annunciato il suo trasferimento alle vicecampionesse di Germania del Wolfsburg, per disputare sotto la guida tecnica di Ralf Kellermann la stagione 2015-2016 nella sua prima esperienza all'estero, firmando un contratto biennale poi rinnovato una prima volta nel dicembre 2017. Inizialmente Pajor fatica a trovare spazio venendo schierata inizialmente con la squadra riserve (Wolfsburg II) che disputa la 2. Frauen-Bundesliga, il livello cadetto del campionato tedesco di categoria, mentre per il suo debutto in prima squadra deve attendere il 15 novembre, all'8ª giornata di campionato, rilevando al 69' Ramona Bachmann nell'incontro casalingo vinto per 4-0 sull'SGS Essen. e per la prima rete in Bundesliga il 16 maggio 2016, siglando la rete che fissa il risultato sul 5-2 nella vittoria sul Colonia all'ultima giornata. Anche le sue apparizioni in Coppa di Germania si limitano a due presenze nell'edizione 2015-2016, pur segnando la rete decisiva all'SGS Essen nella vittoria per 2-1 agli ottavi di finale, tuttavia alla fine del torneo condivide con le compagne la conquista del suo primo trofeo estero oltre che la terza coppa di categoria vinta dal club di Wolfsburg, mentre più costante è il suo impiego in Champions League, marcando 7 presenze, 6 da titolare, su 9 incontri disputati dalla sua squadra saltando però, rimanendo in panchina, la finale del 26 maggio 2016 al Stadio Città del Tricolore di Reggio Emilia persa ai rigori con le francesi dell'Olympique Lione.

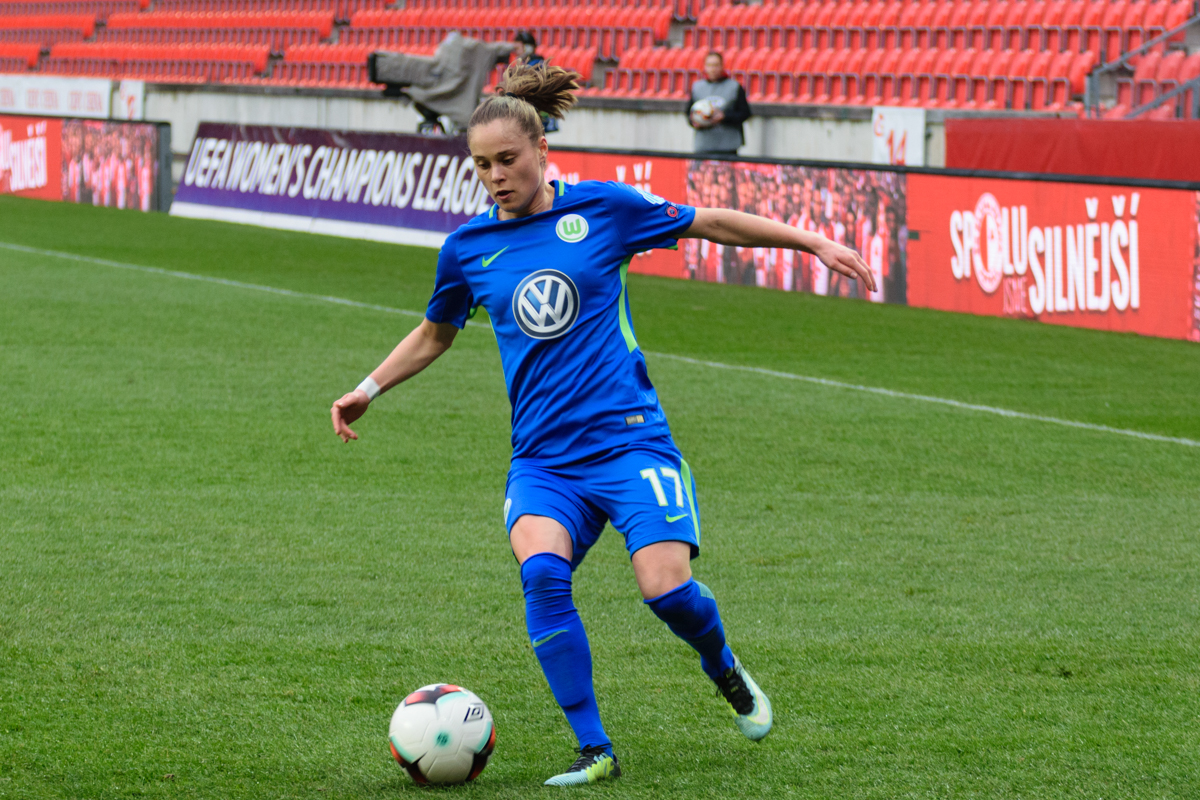
Edizione 2017-2018 di UEFA Women's Champions League: Pajor nel marzo 2018 nell'incontro con lo.

Nella stagione successiva Kellermann le concede maggior fiducia, ripagata con 5 reti su 12 impieghi in campionato, alle quali si aggiungono le 3 su 4 incontri disputati in Coppa, mentre in Champions League trova spazio solo per una frazione di gioco nell'incontro di ritorno dei quarti di finale dove però non riesce a segnare la seconda rete che avrebbe permesso alle Wölfinnen di accedere ai tempi supplementari, lasciando alle avversarie dell'Olympique Lione il passaggio del turno.
L'arrivo del nuovo tecnico Stephan Lerch sulla panchina del Wolfsburg dalla stagione 2017-2018 coincide con la piena maturazione di Pajor, oramai ben integrata nel reparto offensivo della sua squadra. Impiegata con regolarità, il suo apporto realizzativo si concretizza su tutti i fronti, dalla Coppa di Germania, passando per la UEFA Women Champions League e la Bundesliga. Inoltre, nel 2017, ha vinto per tre volte il titolo di miglior calciatrice della partita in un ballottaggio organizzato dalla Federcalcio tedesca (DFB). Sotto la guida tecnica di Lerch Pajor e compagne ottengono tre double campionato-Coppa di Germania consecutivi, grazie anche alle 23 reti nel campionato 2018-2019 che vedono l'attaccante polacca vincere la classifica marcatrici del torneo. La stagione 2019-2020 la vede anche disputare la sua prima finale di UEFA Women's Champions League, giocata e persa con le rivali dell'OL allo stadio municipale di Anoeta a San Sebastián, dove scesa in campo da titolare viene sostituita qualche minuto dopo la rete di Alexandra Popp che porta sul 2-1 il parziale con la squadra francese, incontro poi terminato sul 3-1. Questa è anche l'ultima partita da lei disputata prima di subire il suo primo grave infortunio al ginocchio che dal settembre 2020 la tiene distante per lungo tempo dal terreno di gioco. Nel frattempo, il 24 aprile 2020 firma un’estensione del contratto che la lega alla squadra tedesca fino al 30 giugno 2023.
La sua sesta stagione in maglia biancoverde è compromessa; quello che si ipotizzava essere una pausa di tre mesi la fa rientrare solamente il 7 marzo 2021, alla 14ª giornata di campionato, ritorno festeggiato anche con il gol che fissa il risultato sul 4-0 nell'incontro vinto in trasferta sul Meppen, inoltre l'indisponibilità, sempre per infortunio, anche di Alexandra Popp costringono Lerch a contare più sulle iniziative delle centrocampiste Zsanett Jakabfi, Lena Oberdorf e Lena Goeßling, la prima con 11 centri diventata la migliore marcatrice della squadra davanti a Pajor, ferma a 8. Il titolo di Campione di Germania viene conquistato, per due soli punti, dal Bayern Monaco, mentre in Champions League il Wolsfburg è eliminato già ai quarti di finale dalle inglesi del Chelsea; unico risultato utile la Coppa di Germania, conquistata grazie all'unica rete di Pajor nella vittoria ai supplementari con l'Eintracht Francoforte.
Un secondo grave infortunio priva il nuovo tecnico Tommy Stroot del suo apporto anche per gran parte della stagione 2021-2022, incidente rimediato con la nazionale polacca..
Il 4 settembre 2024 viene inserita nella lista delle trenta candidate al Pallone d'oro femminile.

## Statistiche

### Presenze e reti nei club
Statistiche (parziali) aggiornate al 7 giugno 2025.
| Stagione         | Squadra          | Campionato       | Campionato | Campionato | Coppe nazionali | Coppe nazionali | Coppe nazionali | Coppe internazionali | Coppe internazionali | Coppe internazionali | Altre coppe | Altre coppe | Altre coppe | Totale | Totale |
| Stagione         | Squadra          | Comp             | Pres       | Reti       | Comp            | Pres            | Reti            | Comp                 | Pres                 | Reti                 | Comp        | Pres        | Reti        | Pres   | Reti   |
| ---------------- | ---------------- | ---------------- | ---------- | ---------- | --------------- | --------------- | --------------- | -------------------- | -------------------- | -------------------- | ----------- | ----------- | ----------- | ------ | ------ |
| 2015-2016        | Wolfsburg        | BL               | 7          | 1          | CG              | 2               | 1               | UWCL                 | 7                    | 0                    |             | -           | -           | 16     | 2      |
| 2016-2017        | Wolfsburg        | BL               | 12         | 5          | CG              | 4               | 3               | UWCL                 | 1                    | 0                    |             | -           | -           | 17     | 8      |
| 2017-2018        | Wolfsburg        | BL               | 15         | 4          | CG              | 3               | 3               | UWCL                 | 7                    | 4                    |             | -           | -           | 25     | 10     |
| 2018-2019        | Wolfsburg        | BL               | 19         | 24         | CG              | 3               | 2               | UWCL                 | 5                    | 2                    |             | -           | -           | 27     | 28     |
| 2019-2020        | Wolfsburg        | BL               | 17         | 16         | CG              | 3               | 2               | UWCL                 | 4                    | 0                    |             | -           | -           | 24     | 18     |
| 2020-2021        | Wolfsburg        | BL               | 6          | 8          | CG              | 3               | 3               | UWCL                 | 4                    | 0                    |             | -           | -           | 13     | 11     |
| 2021-2022        | Wolfsburg        | BL               | 7          | 8          | CG              | 2               | 2               | UWCL                 | 5                    | 3                    |             | -           | -           | 14     | 13     |
| 2022-2023        | Wolfsburg        | BL               | 16         | 11         | CG              | 4               | 4               | UWCL                 | 9                    | 7                    |             | -           | -           | 29     | 22     |
| 2023-2024        | Wolfsburg        | BL               | 19         | 18         | CG              | 4               | 2               | UWCL                 | 2                    | 0                    | -           | -           | -           | 25     | 20     |
| Totale Wolfsburg | Totale Wolfsburg | Totale Wolfsburg | 118        | 95         | -               | 30              | 24              | -                    | 44                   | 16                   | -           | -           | -           | 192    | 135    |
| 2024-2025        | Barcellona       | PD               | 28         | 25         | CR              | 5               | 9               | UWCL                 | 11                   | 6                    | CC+SS       | 2+2         | 1+1         | 48     | 43     |
| Totale carriera  | Totale carriera  | Totale carriera  | 146+       | 120+       | -               | 36+             | 33+             | -                    | 55+                  | 22+                  | -           | 3           | 3           | 236+   | 178+   |

### Cronologia presenze e reti in nazionale
| Cronologia completa delle presenze e delle reti in nazionale ― Polonia | Cronologia completa delle presenze e delle reti in nazionale ― Polonia | Cronologia completa delle presenze e delle reti in nazionale ― Polonia | Cronologia completa delle presenze e delle reti in nazionale ― Polonia | Cronologia completa delle presenze e delle reti in nazionale ― Polonia | Cronologia completa delle presenze e delle reti in nazionale ― Polonia | Cronologia completa delle presenze e delle reti in nazionale ― Polonia | Cronologia completa delle presenze e delle reti in nazionale ― Polonia |
| Data                                                                   | Città                                                                  | In casa                                                                | Risultato                                                              | Ospiti                                                                 | Competizione                                                           | Reti                                                                   | Note                                                                   |
| ---------------------------------------------------------------------- | ---------------------------------------------------------------------- | ---------------------------------------------------------------------- | ---------------------------------------------------------------------- | ---------------------------------------------------------------------- | ---------------------------------------------------------------------- | ---------------------------------------------------------------------- | ---------------------------------------------------------------------- |
| 20-8-2013                                                              | Breslavia                                                              | Polonia                                                                | 2 – 0                                                                  | Rep. Ceca                                                              | Amichevole                                                             | 1                                                                      |                                                                        |
| 25-8-2013                                                              | Chorzów                                                                | Polonia                                                                | 1 – 1                                                                  | Irlanda                                                                | Amichevole                                                             | -                                                                      |                                                                        |
| 29-8-2013                                                              | Katowice                                                               | Polonia                                                                | 2 – 3                                                                  | Germania                                                               | Amichevole                                                             | -                                                                      |                                                                        |
| 16-9-2013                                                              | Tychy                                                                  | Polonia                                                                | 1 – 0                                                                  | Stati Uniti                                                            | Amichevole                                                             | 1                                                                      |                                                                        |
| 15-10-2013                                                             | Varsavia                                                               | Polonia                                                                | 0 – 0                                                                  | Australia                                                              | Amichevole                                                             | -                                                                      |                                                                        |
| 31-10-2013                                                             | Poznań                                                                 | Polonia                                                                | 0 – 4                                                                  | Scozia                                                                 | Qual. Mondiali 2015                                                    | -                                                                      |                                                                        |
| 5-4-2014                                                               | Glasgow                                                                | Scozia                                                                 | 2 – 0                                                                  | Polonia                                                                | Qual. Mondiali 2015                                                    | -                                                                      |                                                                        |
| 8-5-2014                                                               | Tórshavn                                                               | Fær Øer                                                                | 0 – 3                                                                  | Polonia                                                                | Qual. Mondiali 2015                                                    | 1                                                                      |                                                                        |
| 18-6-2014                                                              | Zenica                                                                 | Bosnia ed Erzegovina                                                   | 1 – 1                                                                  | Polonia                                                                | Qual. Mondiali 2015                                                    | 1                                                                      |                                                                        |
| 21-8-2014                                                              | Lublino                                                                | Polonia                                                                | 0 – 4                                                                  | Svezia                                                                 | Qual. Mondiali 2015                                                    | -                                                                      |                                                                        |
| 13-9-2014                                                              | Rybnik                                                                 | Polonia                                                                | 4 – 0                                                                  | Irlanda del Nord                                                       | Qual. Mondiali 2015                                                    | 2                                                                      |                                                                        |
| 17-9-2014                                                              | Varsavia                                                               | Polonia                                                                | 3 – 1                                                                  | Bosnia ed Erzegovina                                                   | Qual. Mondiali 2015                                                    | 1                                                                      |                                                                        |
| 11-2-2015                                                              | Miskolc                                                                | Ungheria                                                               | 2 – 7                                                                  | Polonia                                                                | Amichevole                                                             | 3                                                                      |                                                                        |
| 4-3-2015                                                               | Łódź                                                                   | Polonia                                                                | 2 – 0                                                                  | Irlanda del Nord                                                       | Amichevole                                                             | 2                                                                      |                                                                        |
| 6-3-2015                                                               | Zagabria                                                               | Croazia                                                                | 0 – 0                                                                  | Polonia                                                                | Amichevole                                                             | -                                                                      |                                                                        |
| 9-3-2015                                                               | Bucarest                                                               | Romania                                                                | 0 – 2                                                                  | Polonia                                                                | Amichevole                                                             | -                                                                      |                                                                        |
| 11-3-2015                                                              | Dublino                                                                | Irlanda                                                                | 0 – 2                                                                  | Polonia                                                                | Amichevole                                                             | 1                                                                      |                                                                        |
| 6-4-2015                                                               | Vantaa                                                                 | Finlandia                                                              | 1 – 3                                                                  | Polonia                                                                | Amichevole                                                             | 2                                                                      |                                                                        |
| 1-8-2015                                                               | Katowice                                                               | Polonia                                                                | 2 – 2                                                                  | Spagna                                                                 | Amichevole                                                             | 1                                                                      |                                                                        |
| 3-8-2015                                                               | Olsztyn                                                                | Polonia                                                                | 0 – 1                                                                  | Slovenia                                                               | Amichevole                                                             | -                                                                      |                                                                        |
| 16-9-2015                                                              | Anversa                                                                | Belgio                                                                 | 5 – 0                                                                  | Polonia                                                                | Amichevole                                                             | -                                                                      |                                                                        |
| 22-9-2015                                                              | Malmö                                                                  | Svezia                                                                 | 3 – 0                                                                  | Polonia                                                                | Qual. Euro 2017                                                        | -                                                                      |                                                                        |
| 23-10-2015                                                             | Bydgoszcz                                                              | Polonia                                                                | 2 – 0                                                                  | Slovacchia                                                             | Qual. Euro 2017                                                        | -                                                                      |                                                                        |
| 27-11-2015                                                             | Chișinău                                                               | Moldavia                                                               | 1 – 3                                                                  | Polonia                                                                | Qual. Euro 2017                                                        | 1                                                                      |                                                                        |
| 2-3-2016                                                               | Larnaca                                                                | Polonia                                                                | 1 – 0                                                                  | Rep. Ceca                                                              | Cyprus Cup 2016 - 1º turno                                             | -                                                                      |                                                                        |
| 4-3-2016                                                               | Paralimni                                                              | Polonia                                                                | 1 – 1                                                                  | Galles                                                                 | Cyprus Cup 2016 - 1º turno                                             | 1                                                                      |                                                                        |
| 7-3-2016                                                               | Larnaca                                                                | Finlandia                                                              | 0 – 1                                                                  | Polonia                                                                | Cyprus Cup 2016 - 1º turno                                             | -                                                                      |                                                                        |
| 9-3-2016                                                               | Larnaca                                                                | Austria                                                                | 2 – 1                                                                  | Polonia                                                                | Cyprus Cup 2016 - Finale                                               | -                                                                      |                                                                        |
| 7-4-2016                                                               | Tychy                                                                  | Polonia                                                                | 0 – 0                                                                  | Danimarca                                                              | Qual. Euro 2017                                                        | -                                                                      |                                                                        |
| 12-4-2016                                                              | Poprad                                                                 | Slovacchia                                                             | 2 – 1                                                                  | Polonia                                                                | Qual. Euro 2017                                                        | -                                                                      |                                                                        |
| 2-6-2016                                                               | Danzica                                                                | Polonia                                                                | 0 – 4                                                                  | Svezia                                                                 | Qual. Euro 2017                                                        | -                                                                      |                                                                        |
| 7-6-2016                                                               | Viborg                                                                 | Danimarca                                                              | 6 – 0                                                                  | Polonia                                                                | Qual. Euro 2017                                                        | -                                                                      |                                                                        |
| 20-9-2016                                                              | Stettino                                                               | Polonia                                                                | 4 – 0                                                                  | Moldavia                                                               | Qual. Euro 2017                                                        | 1                                                                      |                                                                        |
| 15-2-2017                                                              | Pasadena                                                               | Romania                                                                | 2 – 2                                                                  | Polonia                                                                | Amichevole                                                             | -                                                                      |                                                                        |
| 6-3-2017                                                               | Columbus                                                               | Turchia                                                                | 1 – 2                                                                  | Polonia                                                                | Amichevole                                                             | 1                                                                      |                                                                        |
| 7-4-2017                                                               | Detroit                                                                | Polonia                                                                | 1 – 0                                                                  | Finlandia                                                              | Amichevole                                                             | -                                                                      |                                                                        |
| 11-4-2017                                                              | Foxborough                                                             | Nigeria                                                                | 0 – 4                                                                  | Polonia                                                                | Amichevole                                                             | 2                                                                      |                                                                        |
| 8-6-2017                                                               | Odessa                                                                 | Ucraina                                                                | 2 – 3                                                                  | Polonia                                                                | Amichevole                                                             | 1                                                                      |                                                                        |
| 12-6-2017                                                              | Toruń                                                                  | Polonia                                                                | 5 – 0                                                                  | Lituania                                                               | Amichevole                                                             | 1                                                                      |                                                                        |
| 15-9-2017                                                              | Radom                                                                  | Polonia                                                                | 4 – 1                                                                  | Bielorussia                                                            | Qual. Mondiali 2019                                                    | 2                                                                      |                                                                        |
| 19-9-2017                                                              | Zurigo                                                                 | Svizzera                                                               | 2 – 1                                                                  | Polonia                                                                | Qual. Mondiali 2019                                                    | 1                                                                      |                                                                        |
| 23-10-2017                                                             | Breslavia                                                              | Polonia                                                                | 3 – 0                                                                  | Grecia                                                                 | Amichevole                                                             | 1                                                                      |                                                                        |
| 24-11-2017                                                             | Scutari                                                                | Albania                                                                | 1 – 4                                                                  | Polonia                                                                | Qual. Mondiali 2019                                                    | -                                                                      | 67’                                                                    |
| 6-4-2018                                                               | Włocławek                                                              | Polonia                                                                | 1 – 1                                                                  | Albania                                                                | Qual. Mondiali 2019                                                    | -                                                                      | 65’                                                                    |
| 10-4-2018                                                              | Paisley                                                                | Scozia                                                                 | 3 – 0                                                                  | Polonia                                                                | Qual. Mondiali 2019                                                    | -                                                                      |                                                                        |
| 31-8-2018                                                              | Minsk                                                                  | Bielorussia                                                            | 1 – 4                                                                  | Polonia                                                                | Qual. Mondiali 2019                                                    | 2                                                                      |                                                                        |
| 4-9-2018                                                               | Cracovia                                                               | Polonia                                                                | 0 – 0                                                                  | Svizzera                                                               | Qual. Mondiali 2019                                                    | -                                                                      |                                                                        |
| 4-10-2018                                                              | Tallinn                                                                | Estonia                                                                | 0 – 3                                                                  | Polonia                                                                | Amichevole                                                             | 2                                                                      |                                                                        |
| 6-10-2018                                                              | Katowice                                                               | Polonia                                                                | 4 – 0                                                                  | Irlanda                                                                | Amichevole                                                             | 1                                                                      | 86’                                                                    |
| 15-11-2018                                                             | Valladolid                                                             | Spagna                                                                 | 3 – 1                                                                  | Polonia                                                                | Amichevole                                                             | 1                                                                      |                                                                        |
| 1-3-2019                                                               | Albufeira                                                              | Polonia                                                                | 3 – 0                                                                  | Spagna                                                                 | Algarve Cup 2019 - 1º turno                                            | 1                                                                      |                                                                        |
| 4-3-2019                                                               | Lagos                                                                  | Paesi Bassi                                                            | 0 – 1                                                                  | Polonia                                                                | Algarve Cup 2019 - 1º turno                                            | -                                                                      |                                                                        |
| 6-3-2019                                                               | Parchal                                                                | Polonia                                                                | 0 – 3                                                                  | Norvegia                                                               | Algarve Cup 2019 - 1º turno                                            | -                                                                      | 51’ 67’                                                                |
| 5-4-2019                                                               | Danzica                                                                | Polonia                                                                | 1 – 1                                                                  | Italia                                                                 | Amichevole                                                             | 1                                                                      |                                                                        |
| 10-4-2019                                                              | Helsinki                                                               | Finlandia                                                              | 1 – 0                                                                  | Polonia                                                                | Amichevole                                                             | -                                                                      | 64’                                                                    |
| 8-10-2019                                                              | Chorzów                                                                | Polonia                                                                | 1 – 3                                                                  | Brasile                                                                | Amichevole                                                             | -                                                                      | 23’                                                                    |
| 12-11-2019                                                             | Lublino                                                                | Polonia                                                                | 0 – 0                                                                  | Spagna                                                                 | Qual. Euro 2022                                                        | -                                                                      | 72’                                                                    |
| 7-3-2020                                                               | Varsavia                                                               | Polonia                                                                | 5 – 0                                                                  | Moldavia                                                               | Qual. Euro 2022                                                        | 3                                                                      |                                                                        |
| 11-3-2020                                                              | Baku                                                                   | Azerbaigian                                                            | 0 – 5                                                                  | Polonia                                                                | Qual. Euro 2022                                                        | 2                                                                      |                                                                        |
| 13-4-2021                                                              | Poznań                                                                 | Polonia                                                                | 2 – 4                                                                  | Svezia                                                                 | Amichevole                                                             | 2                                                                      | 80’                                                                    |
| 11-6-2021                                                              | Helsinki                                                               | Finlandia                                                              | 2 – 2                                                                  | Polonia                                                                | Amichevole                                                             | 1                                                                      |                                                                        |
| 14-6-2021                                                              | Cartagena                                                              | Rep. Ceca                                                              | 0 – 5                                                                  | Polonia                                                                | Amichevole                                                             | 1                                                                      | 75’                                                                    |
| 17-9-2021                                                              | Łódź                                                                   | Polonia                                                                | 1 – 1                                                                  | Belgio                                                                 | Qual. Mondiali 2023                                                    | 1                                                                      |                                                                        |
| 7-4-2022                                                               | Gdynia                                                                 | Polonia                                                                | 12 – 0                                                                 | Armenia                                                                | Qual. Mondiali 2023                                                    | -                                                                      | 75’                                                                    |
| 29-6-2022                                                              | Grodzisk Wielkopolski                                                  | Polonia                                                                | 1 – 3                                                                  | Islanda                                                                | Amichevole                                                             | 1                                                                      |                                                                        |
| 1-9-2022                                                               | Elbasan                                                                | Albania                                                                | 1 – 2                                                                  | Polonia                                                                | Qual. Mondiali 2023                                                    | 2                                                                      | 64’                                                                    |
| 6-9-2022                                                               | Lublino                                                                | Polonia                                                                | 7 – 0                                                                  | Kosovo                                                                 | Qual. Mondiali 2023                                                    | 3                                                                      | 82’                                                                    |
| 17-2-2023                                                              | Vigo                                                                   | Polonia                                                                | 0 – 0                                                                  | Irlanda                                                                | Amichevole                                                             | -                                                                      |                                                                        |
| 21-2-2023                                                              | Murcia                                                                 | Polonia                                                                | 1 – 1                                                                  | Svizzera                                                               | Amichevole                                                             | 1                                                                      |                                                                        |
| 11-4-2023                                                              | Rotterdam                                                              | Paesi Bassi                                                            | 4 – 1                                                                  | Polonia                                                                | Amichevole                                                             | 1                                                                      |                                                                        |
| 22-9-2023                                                              | Atene                                                                  | Grecia                                                                 | 1 – 3                                                                  | Polonia                                                                | UEFA Women's Nations League 2023-2024 - 1º turno                       | 1                                                                      |                                                                        |
| 26-9-2023                                                              | Gdynia                                                                 | Polonia                                                                | 2 – 1                                                                  | Ucraina                                                                | UEFA Women's Nations League 2023-2024 - 1º turno                       | 2                                                                      |                                                                        |
| 27-10-2023                                                             | Poznań                                                                 | Polonia                                                                | 2 – 1                                                                  | Serbia                                                                 | UEFA Women's Nations League 2023-2024 - 1º turno                       | 1                                                                      |                                                                        |
| 1-12-2023                                                              | Stalowa Wola                                                           | Ucraina                                                                | 0 – 1                                                                  | Polonia                                                                | UEFA Women's Nations League 2023-2024 - 1º turno                       | -                                                                      |                                                                        |
| 5-12-2023                                                              | Sosnowiec                                                              | Polonia                                                                | 2 – 0                                                                  | Grecia                                                                 | UEFA Women's Nations League 2023-2024 - 1º turno                       | 1                                                                      |                                                                        |
| 25-10-2024                                                             | Bucarest                                                               | Romania                                                                | 1 – 2                                                                  | Polonia                                                                | Qual. Euro 2025                                                        | 1                                                                      |                                                                        |
| 29-10-2024                                                             | Danzica                                                                | Polonia                                                                | 4 – 1                                                                  | Romania                                                                | Qual. Euro 2025                                                        | 2                                                                      | 83’                                                                    |
| 29-11-2024                                                             | Danzica                                                                | Polonia                                                                | 1 – 0                                                                  | Austria                                                                | Qual. Euro 2025                                                        | -                                                                      |                                                                        |
| 3-12-2024                                                              | Vienna                                                                 | Austria                                                                | 0 – 1                                                                  | Polonia                                                                | Qual. Euro 2025                                                        | 1                                                                      |                                                                        |
| 21-2-2025                                                              | Danzica                                                                | Polonia                                                                | 2 – 0                                                                  | Irlanda del Nord                                                       | UEFA Women's Nations League 2025 - 1° turno                            | -                                                                      | 78’                                                                    |
| 25-2-2025                                                              | Bucarest                                                               | Romania                                                                | 0 – 1                                                                  | Polonia                                                                | UEFA Women's Nations League 2025 - 1° turno                            | -                                                                      | 90’                                                                    |
| 30-5-2025                                                              | Belfast                                                                | Irlanda del Nord                                                       | 0 – 4                                                                  | Polonia                                                                | UEFA Women's Nations League 2025 - 1º turno                            | 2                                                                      | 68’                                                                    |
| 3-6-2025                                                               | Danzica                                                                | Polonia                                                                | 3 – 0                                                                  | Romania                                                                | UEFA Women's Nations League 2025 - 1º turno                            | -                                                                      | 64’                                                                    |
| 4-7-2025                                                               | San Gallo                                                              | Germania                                                               | 2 – 0                                                                  | Polonia                                                                | Euro 2025 - 1° turno                                                   | -                                                                      |                                                                        |
| 8-7-2025                                                               | Lucerna                                                                | Polonia                                                                | 0 – 3                                                                  | Svezia                                                                 | Euro 2025 - 1° turno                                                   | 1                                                                      |                                                                        |
| 12-7-2025                                                              | Lucerna                                                                | Polonia                                                                | 3 – 2                                                                  | Danimarca                                                              | Euro 2025 - 1º turno                                                   | 1                                                                      |                                                                        |
| Totale                                                                 |                                                                        | Presenze                                                               | 87                                                                     |                                                                        | Reti                                                                   | 66                                                                     |                                                                        |

## Palmarès

### Club
- Campionato polacco: 1

Medyk Konin: 2014-2015
- Campionato tedesco: 5

Wolfsburg : 2016-2017, 2017-2018, 2018-2019, 2019-2020, 2021-2022
- Coppa di Germania: 7

Wolfsburg : 2015-2016, 2016-2017, 2017-2018, 2018-2019, 2019-2020, 2020-2021, 2021-2022
- Supercoppa spagnola: 1

Barcellona: 2025
- Campionato spagnolo: 1

Barcellona: 2024-2025
- Coppa della Regina: 1

Barcellona: 2024-2025

### Nazionale
- Campionato d'Europa under 17: 1

2013

### Individuale
- Capocannoniere del campionato tedesco: 1

2018-2019 (23 gol)
- Capocannoniere del campionato spagnolo: 1

2024-2025 (25 gol)